# Heinrichstraße 18 (Darmstadt)
Das Landhaus in der Heinrichstraße 18  ist ein Bauwerk in Darmstadt.

## Geschichte und Beschreibung
Das Landhaus wurde im Jahre 1865 – auf dem Gelände des Riedeselschen Gutes – für den Hauptmann Wilhelm Ferdinand Hahn erbaut.
Stilistisch gehört das zweigeschossige, symmetrisch gegliederte Gebäude zum Spätklassizismus.
Typische Details des alten Landhauses sind:
- Betonung des dreiachsigen Mittelteils durch eine vorgesetzte Veranda und einen auf gusseisernen Stützen ruhenden Balkon
- ein umlaufendes Gurt- und Kranzgesims betonen die Horizontale
- die Fenster werden durch Verdachungen und einfach gegliederte Brüstungsfelder betont

Erhalten geblieben sind auch zwei kleine Gebäude auf dem rückwärtigen Teil des Grundstücks; sowie ein Teil der Gartenanlage und die Einfriedung.
Das Landhaus wird von einem Walmdach mit Dachgaube bekrönt.

## Denkmalschutz
Das Landhaus ist ein typisches Beispiel für den spätklassizistischen Baustil im 19. Jahrhundert in Darmstadt.
Aus architektonischen und stadtgeschichtlichen Gründen ist das Landhaus ein Kulturdenkmal.